# 满洲中央银行俱乐部
满洲中央银行俱乐部位于新京市城后路302号（今长春市新华路458号），由满洲中央银行设立，为满洲中央银行的招待所和集会场所。俱乐部原占地约10万余平方米，由室外的运动场、武道场、网球场、棒球场、游泳池及室内的宴会厅、演出大厅、花厅、酒吧、谈话间、台球室、棋室、阅览室、客房等设施组成，以功能全面、设施优良而驰名。
俱乐部主体建筑造价16万元，总建筑面积1960平方米，于1934年5月动工，次年2月竣工，为美国现代建筑大师和有机建筑理论的创造者赖特的日本学生远藤新晚年的设计作品。远藤新应满洲中央银行的邀请来到新京，直至1946年才回到日本。他在新京完成了满洲中央银行俱乐部及银行总裁官邸、副总裁官邸、理事官邸等一系列建筑的设计，尤以“草原式”住宅风格的别墅设计著名，其风格对长春近代的官邸建筑设计产生了较大的影响。
建筑师充分地利用俱乐部所处的环境和地形特点，把狭长的主体建筑安置于岗地之上，这一地上二层的组合建筑东西长达60米，南北宽却只有15米。从这里可以俯瞰南边的白山公园。
半封闭式的主门廊位于建筑的东端高处，入口处设计成半圆形的拱券门洞。通过10级台阶或斜坡车道方能到达入口，入口下设有玻璃花棚。建筑师将外墙饰面的棕色面砖材料沿用至室内通廊和门厅，以体现草原式住宅质朴的风格。
建筑南侧建有一条70余米的长廊，爬满植物的长廊和建筑主体共同围合成一个内向的庭院空间，建筑师巧妙地在此设计了一个与建筑室外平台相连接的方型游泳池。
满洲中央银行俱乐部建筑颇具赖特的“草原式”风韵，建筑造型在一定的程度上体现着赖特的风格和技法：水平体量与自然相融合，层数低、面宽长、屋盖重，不采用古典柱式，空间轮廓形成一系列的“平行线”，家居和室内装饰一体化等等。该建筑建成后备受颂扬，被誉为“满洲建筑文化之精华”，并获得满洲国国都建设局的“民间建筑优秀奖”。
该俱乐部主体建筑现为长春宾馆使用，被定为长春市文物保护单位。